# Ulica
Ulica je preplastena površina, ki povezuje strnjene hiše. Omogoča prihod in dovoz do hiš. Lahko bi ji rekli tudi manjša cesta.
V Sloveniji je bilo 1. 10. 2013 10.311 ulic, 6 več kot leto poprej. Med občinami v Sloveniji je imela več kot 1.000 ulic le občina Ljubljana (15 % vseh slovenskih ulic). Brez uličnega sistema je 64 od skupno 212 občin.

## Poimenovanje ulic
Po slovenski zakonodaji mora imeti vsaka ulica v naseljih z vzpostavljenim uličnim sistemom uradno ime v slovenskem jeziku (na območjih, kjer je uradni jezik tudi italijanski oziroma madžarski, se imena ulic določijo v slovenskem in italijanskem oziroma madžarskem jeziku). Ime ulice se določi po zemljepisnem imenu, imenu dogodka ali datumu, povezanem z zgodovino, ali po osebi, ki je bistveno prispevala k razvoju naselja ali je pomembna v širšem družbenem okolju ali po kulturnem izročilu. Ime ulice se lahko določi po umrli osebi v skladu s predpisom, ki ureja varstvo osebnih podatkov. Poleg tega lahko ime ulice vsebuje tudi oznako »ulica«, »cesta«, »pot«, »trg«, »ploščad«, »naselje« in podobno. V istem naselju ne smeta biti dve ulici z istim imenom. Če bi ime ulice presegalo 35 znakov (vključno s črkovno-številčimi oznakami, ločili ali presledki), se določi tudi uradno kratko ime z največ 35 znaki. Vendar doslej najdaljše ime nosi Ulica škofa Maksimilijana Držečnika s 35 znaki.
V Sloveniji nosi največ ulic ime Šolska ulica, in sicer je takih 51. 46 jih nosi ime Prešernova ulica, 44 pa Cankarjeva ulica. Prav tako 44 ulic na Slovenskem nosi ime Vrtna ulica. Med najpogostejšimi imeni ulic so še Gregorčičeva, Kajuhova, Prečna, Levstikova, Trubarjeva, Mladinska, Gubčeva in Partizanska ulica ter Ljubljanska cesta.